# Ахмед Абдул-Малік
Ахме́д Абду́л-Малі́к (англ. Ahmed Abdul-Malik), справжнє ім'я Джо́натан Тім-молодший (англ. Jonathan Tim, Jr.; 30 січня 1927, Бруклін, Нью-Йорк — 2 жовтня 1993, Лонг-Бранч, Нью-Джерсі) — американський джазовий контрабасист і виконавець на уді.

## Біографія
Народився 30 січня 1927 року в Брукліні, Нью-Йорк. Батько був вихідцем із Судану, грав на скрипці, на тар (північно-африканському барабані) та інших інструментах. Почав грати на скрипці у Vardi's Cons у віці 7 років. Закінчив Нью-Йоркську вищу школу з красних мистецтв. Виступав професійно під час навчання в школі, гастролював з Фессом Вільямсом.
Грав на контрабасі з Артом Блейкі (1945, 1948), Доном Баєйсом (1946), Семом Тейлором (1954), Ренді Вестоном (1954—57). Вперше почав записуватися з Ренді Вестоном у 1956 році. Грав і записувався з Телоніусом Монком (1957—58). У 1958 році вперше почав записуватися як лідер на лейблах RCA і Prestige: Jazz Sahara (1958), East Meets West (1959), The Music of Ahmed Abdul-Malik (1961), Sounds of Africa (1962), Eastern Moods of Ahmed Abdul Malik (1963) і Spellbound (1964). Вивчав музику Середнього Сходу у Джамала Іслана і Ніама Каракінда, індійську музику у д-ра Ванамасса Сінгха. Виступав з програмою азійської музики у Нью-Йоркській галереї (1957).
Грав з Гербі Менном (1961), Ерлом Гайнсом (1964). Грав у 1961 році на уді під час гастролів державного департаменту Сполучених Штатів до Південної Америки і записувався з Джоном Колтрейном (1961). Їздив на гастролі до Нігерії у складі Американського культурного товариства (1963). Був старшим науковим співробітником у Принстонському університеті (1972—73). З 1985 року вчився грати на уді у маестро Сімона Шахіна.

## Дискографія
- Jazz Sahara (Riverside, 1958) з Джонні Гріффіном
- East Meets West (RCA Victor, 1959)
- The Music of Ahmed Abdul-Malik (New Jazz, 1961)
- Sounds of Africa (New Jazz, 1962)
- The Eastern Moods of Ahmed Abdul-Malik (Prestige, 1963)
- Spellbound (1964)